# Muhal Richard Abrams
Muhal Richard Abrams (19. září 1930 Chicago, Illinois – 29. října 2017) byl americký jazzový klavírista, klarinetista a hudební skladatel. Vydal přibližně dvacet alb jako leader; první nazvané Levels and Degrees of Light v roce 1968. Rovněž hrál na albech jiných umělců, mezi které patří Woody Shaw, Anthony Braxton, Roscoe Mitchell, Chico Freeman, Eddie Harris, Kenny Dorham, Robin Kenyatta nebo Marion Brown. V roce 2010 získal ocenění NEA Jazz Masters.